# Teyl kwonganensis
Espèce
Teyl kwonganensis est une espèce d'araignées mygalomorphes de la famille des Anamidae.

## Distribution
Cette espèce est endémique du Mid West en Australie-Occidentale,. Elle se rencontre vers Eneabba et le parc national Alexander Morrison.

## Description
Le mâle holotype mesure 17,5 mm.

## Systématique et taxinomie
Cette espèce a été décrite par Rix, Wilson et Harvey en 2023.

## Étymologie
Son nom d'espèce, composé de kwongan et du suffixe latin -ensis, « qui vit dans, qui habite », lui a été donné en référence au lieu de sa découverte, du kwongan.

## Publication originale
- Rix, Wilson & Harvey, 2023 : « A revision of the open-holed trapdoor spiders of the Teyl damsonoides-group (Mygalomorphae: Anamidae: Teylinae) from south-western Australia. » The Journal of Arachnology, vol. 51, no 3, p. 287-377.